# Camilla Campagnaro
Camilla Campagnaro (Vicenza, 6 gennaio 2004) è una ginnasta italiana, campionessa italiana al volteggio nel 2021 e finalista al volteggio nella prima edizione dei Campionati mondiali juniores di ginnastica artistica.

## Carriera junior

### 2016-2017: gli esordi
Camilla Campagnaro si allena presso il centro sportivo Ginnastica Audace di Quartesolo in provincia di Vicenza, fa le sue prime apparizioni in campo nazionale nel 2016 partecipando a Fermo al campionato italiano di categoria allieve, dove vince l'all-around nella sua categoria, precedendo Simona Marinelli (GAL Lissone) e Clara Beccalossi (Brixia Brescia).
Nel 2017 avviene la sua prima convocazione a livello internazionale in occasione del Trofeo città di Jesolo nella formazione "Italia Youth" insieme a Alessia Federici, Simona Marinelli e Giulia Cotroneo, la squadra arriva sesta. Individualmente con 44.350 punti si classifica 26º nell'all-around.
A maggio partecipa ai campionati italiani Gold a Torino nella categoria junior 1, individualmente con 48.000 punti arriva 5º nell'all-around, e si qualifica per le finali a del giorno successivo a volteggio, parallele e trave. Durante le finali di specialità vince la medaglia d'oro al volteggio con una media di 13,650 punti precedendo Alessia Federici e Sofia Boggia, alle parallele arriva 8º, mentre vince la medaglia di bronzo alla trave preceduta da Giulia Cotroneo e Giulia Plozzer.

### 2018: Trofeo Città di Jesolo, Campionati Gold, Assoluti
Viene convocata per il secondo anno consecutivo a partecipare al Trofeo Città di Jesolo, dove con 48,067 arriva 30º nell'all-around. Ai campionati italiani Gold a Padova vince l'all-around della categoria junior 2 con 51,500 punti precedendo Giulia Cotroneo e Micol Minotti, si qualifica inoltre per tutte le finali di specialità dove vince l'oro al volteggio con 14,800 punti portando in gara il doppio avvitamento, alle parallele vince la medaglia d'oro con 12,750, alla trave vince l'argento dietro a Micol Minotti, e al corpo libero vince il bronzo dietro a Alessia Federici e Giulia Cotroneo.
A inizio luglio partecipa ai campionati italiani assoluti a Riccione, dove con 51,100 punti si classifica 6º individualmente e si qualifica per la finale al volteggio dove con 13,275 punti di media arriva 4º preceduta da Sofia Busato, Irene Lanza e Sara Ricciardi.
Viene poi nuovamente convocata a vestire la maglia azzurra, in un incontro amichevole internazionale a Pieve di Soligo, dove la squadra italiana che oltre alla Campagnaro comprende Giorgia Villa, Elisa Iorio, Alice D'Amato, Alessia Federici e Giulia Cotroneo, vince la medaglia d'oro davanti a Francia, Gran Bretagna, Germania e Svizzera, individualmente la Campagnaro si classifica 7º (terza tra le italiane).
Viene poi convocata per partecipare al trofeo internazionale di Combs La Ville insieme a Chiara Vincenzi e Veronica Mandriota. La squadra italiana ha vinto l'oro, a livello individuale Camilla Campagnaro si è classificata 11ª, e si è qualificata per le finali a volteggio e parallele, nel primo attrezzo arriva quarta, nel secondo ottava.

### 2019: Serie A, Trofeo Città di Jesolo, Mondiali
Nel 2019 partecipa alle 3 tappe di Serie A2 con la sua società (G.S. Audace), a Busto Arsizio, Padova e Firenze, aiuta la sua squadra nelle tre tappe a vincere rispettivamente il bronzo, l'argento e nuovamente il bronzo, guadagnando così la promozione alla serie A1 dell'anno successivo.
Partecipa poi per il terzo anno consecutivo al Trofeo Città di Jesolo nella formazione "Italia Old" che oltre a lei comprende India Bandiera, Giulia Cotroneo e Micol Minotti, la squadra arriva sesta ed individualmente si classifica dodicesima (prima tra le italiane), si qualifica inoltre per le finali di specialità a volteggio e parallele che termina rispettivamente in quinta e ottava posizione.
Nel mese di giugno viene poi convocata a partecipare alla prima edizione dei campionati mondiali juniores di ginnastica artistica a Gyor in Ungheria, insieme a Micol Minotti, Veronica Mandriota e Chiara Vincenzi. La squadra italiana si classifica in nona posizione, individualmente la Campagnaro arriva diciassettesima nell'all-around e settima nella finale di specialità al volteggio.
A luglio partecipa poi alla Sainté Gym Cup a Saint Etienne in Francia, insieme a Angela Andreoli, Micol Minotti, Chiara Vincenzi, Manilla Esposito e Giorgia Leone. La squadra italiana vince l'argento dietro la Gran Bretagna.
Viene poi convocata ai campionati italiani assoluti a Meda, dove compete solo a volteggio, specialità nella quale si qualifica per la finale. Durante il primo salto (doppio avvitamento), in finale nella fase di atterraggio, si rompe il legamento crociato del ginocchio, finisce così il suo campionato assoluto.

## Carriera senior

### 2021: Serie A2, Assoluti
A causa dell'infortunio subito nel 2019, è costretta a saltare tutta la stagione 2020, ritorna alle competizione nel 2021 con la serie A2, nella prima tappa ad Ancona aiuta la sua squadra a raggiungere il 4º posto, nella seconda tappa a Siena riesce a trascinare la sua squadra fino al terzo gradino del podio, nella terza tappa a Napoli riesce ad arrivare fino al secondo gradino del podio. Partecipa poi alla final six sempre a Napoli dove aiuta la sua squadra a conquistare la promozione in serie A1.
Partecipa poi ai Campionati italiani assoluti a Napoli dove si classifica settima nell'all-around e conquista le finali di specialità a volteggio, trave e corpo libero. Al volteggio vince la medaglia d'oro precedendo Manila Esposito e Angela Andreoli. Alla trave arriva 8º e al corpo libero 5°.

## Risultati

### Junior
| Anno | Competizione                 | Squadra | Individuale | Volteggio | Parallele | Trave   | Corpo libero |
| ---- | ---------------------------- | ------- | ----------- | --------- | --------- | ------- | ------------ |
| 2017 | Trofeo Città di Jesolo       | 6       | 26          |           |           |         |              |
| 2017 | Campionati Italiani Gold     |         | 5           | Oro       | 8         | Bronzo  |              |
| 2018 | Trofeo Città di Jesolo       |         | 30          |           |           |         |              |
| 2018 | Campionati Italiani Gold     |         | Oro         | Oro       | Oro       | Argento | Bronzo       |
| 2018 | Assoluti                     |         | 6           | 4         |           |         |              |
| 2018 | Pieve di Soligo (amichevole) | Oro     | 7           |           |           |         |              |
| 2018 | Combs la Ville               | Oro     | 11          | 4         | 8         |         |              |
| 2019 | 1 tappa di Serie A           | Bronzo  |             |           |           |         |              |
| 2019 | 2 tappa di Serie A           | Argento |             |           |           |         |              |
| 2019 | 3 tappa di Serie A           | Bronzo  |             |           |           |         |              |
| 2019 | Trofeo Città di Jesolo       | 6       | 12          | 5         | 8         |         |              |
| 2019 | Campionati mondiali          | 9       | 17          | 7         |           |         |              |
| 2019 | Sainté Gym Cup               | Argento |             |           |           |         |              |
| 2019 | Assoluti                     |         |             | 5         |           |         |              |

### Senior
| Anno | Competizione         | Squadra | Individuale | Volteggio | Parallele | Trave | Corpo libero |
| ---- | -------------------- | ------- | ----------- | --------- | --------- | ----- | ------------ |
| 2021 | 1 tappa di Serie A   | 4       |             |           |           |       |              |
| 2021 | 2 tappa di Serie A   | Bronzo  |             |           |           |       |              |
| 2021 | 3 tappa di Serie A   | Argento |             |           |           |       |              |
| 2021 | Final Six di Serie A | Oro     |             |           |           |       |              |
| 2021 | Assoluti             |         | 7           | Oro       |           | 8     | 5            |